# Estuaire de la Seine

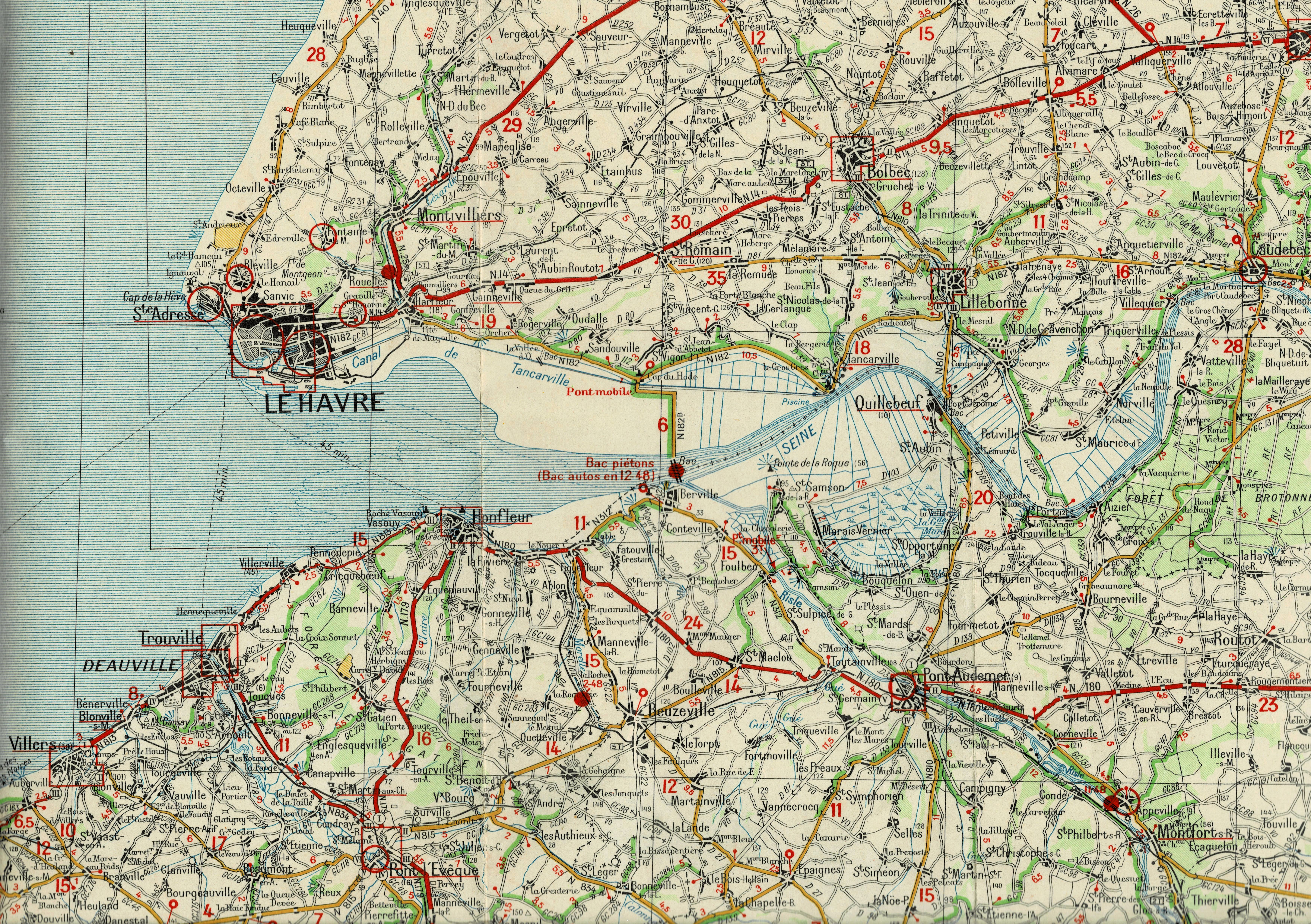
Carte de l'estuaire de la Seine vers 1947.

L'estuaire de la Seine est un estuaire du nord-ouest de la France donnant sur la Manche dont les eaux baignent trois des cinq départements de Normandie : la Seine-Maritime, l'Eure et le Calvados.
L'estuaire est long de 170 km dans la définition géographique qui énonce qu'un estuaire est la portion aval d'un fleuve sous l’influence de la marée. Il est délimité en amont par le barrage de Poses et en aval par la baie de Seine.
L'estuaire peut être divisé en trois zones :
- l'estuaire amont ou fluvial, entre le barrage de Poses et  Vieux-Port qui est une zone soumise à la marée dans laquelle les eaux sont douces[1] ;
- l'estuaire moyen, entre Vieux-Port et Honfleur qui est une zone de mélange des eaux douces et marines[1] ;
- l'estuaire aval ou marin, de Honfleur à la partie orientale de la baie de Seine qui est une zone où les eaux sont toujours salées[1]. Cette dernière partie, appelée « crique de Rouen » est incluse dans la Manche.

Le bassin versant de l'estuaire de la Seine englobe les bassins versants des affluents les plus aval de la Seine : Andelle, Eure, Risle, Austreberthe, Cailly… Il s'étend sur 11 500 km2.
Dans sa définition usuelle (estuaire aval), il est franchi par deux ponts : le pont de Normandie et le pont de Tancarville. Dans sa définition géographique large, sont rajoutés le pont de Brotonne et les ponts de Rouen.
La partie aval de l'estuaire est une réserve naturelle : la réserve naturelle nationale de l'estuaire de la Seine.